# Showak
Showak (còn gọi là Ash Showak hoặc el Showak, tiếng Ả Rập: االشواك, đã Latinh hoá: A'shou-wāk) là một thị trấn trên sông Atbarah ở phía đông bang Al Qadarif, Sudan, trên độ cao 516 mét (1.693 feet) so với mực nước biển. Nó nằm cách Khartoum khoảng 381 km (237 mi) về phía đông bắc. Showak là một trung tâm giao thông quan trọng giữa Al Qadarif và thành phố Kassala.
Đường cao tốc quốc gia nối Khartoum và phần còn lại của đất nước với Port Sudan, cũng như tuyến đường sắt song song với nó, đi ngang qua Showak. Thị trấn có chợ gia súc lớn nhất trong bang cùng một phòng khám đặc biệt chuyên điều trị lạc đà. Nơi này cũng có một trại tị nạn lớn của Liên Hợp Quốc trong vùng lân cận được gọi là trại Tị nạn Shagarab và là nơi đặt văn phòng của Cao ủy Liên Hợp Quốc về người tị nạn. Có một bệnh viện trong thị trấn, Bệnh viện Nông thôn Ash Showak, và một chi nhánh của Ngân hàng Nông nghiệp Sudan, nằm ở chợ chính của thị trấn.

## Khí hậu
Showak có khí hậu bán khô hạn nóng (phân loại khí hậu Köppen BSh) với hai mùa rõ rệt: mùa mưa ngắn, oi bức và cực kỳ ngột ngạt từ giữa tháng 6 đến giữa tháng 9 và mùa khô oi ả, khô cằn bao trùm phần còn lại của năm.
| Dữ liệu khí hậu của Showak (1961-1990) | Dữ liệu khí hậu của Showak (1961-1990) | Dữ liệu khí hậu của Showak (1961-1990) | Dữ liệu khí hậu của Showak (1961-1990) | Dữ liệu khí hậu của Showak (1961-1990) | Dữ liệu khí hậu của Showak (1961-1990) | Dữ liệu khí hậu của Showak (1961-1990) | Dữ liệu khí hậu của Showak (1961-1990) | Dữ liệu khí hậu của Showak (1961-1990) | Dữ liệu khí hậu của Showak (1961-1990) | Dữ liệu khí hậu của Showak (1961-1990) | Dữ liệu khí hậu của Showak (1961-1990) | Dữ liệu khí hậu của Showak (1961-1990) | Dữ liệu khí hậu của Showak (1961-1990) |
| Tháng                                  | 1                                      | 2                                      | 3                                      | 4                                      | 5                                      | 6                                      | 7                                      | 8                                      | 9                                      | 10                                     | 11                                     | 12                                     | Năm                                    |
| -------------------------------------- | -------------------------------------- | -------------------------------------- | -------------------------------------- | -------------------------------------- | -------------------------------------- | -------------------------------------- | -------------------------------------- | -------------------------------------- | -------------------------------------- | -------------------------------------- | -------------------------------------- | -------------------------------------- | -------------------------------------- |
| Cao kỉ lục °C (°F)                     | 40.3 (104.5)                           | 43.6 (110.5)                           | 45.2 (113.4)                           | 46.0 (114.8)                           | 45.7 (114.3)                           | 44.5 (112.1)                           | 40.8 (105.4)                           | 40.7 (105.3)                           | 41.0 (105.8)                           | 41.5 (106.7)                           | 41.0 (105.8)                           | 40.1 (104.2)                           | 46.0 (114.8)                           |
| Trung bình ngày tối đa °C (°F)         | 34.5 (94.1)                            | 36.6 (97.9)                            | 39.3 (102.7)                           | 41.5 (106.7)                           | 41.1 (106.0)                           | 38.7 (101.7)                           | 34.9 (94.8)                            | 33.9 (93.0)                            | 35.5 (95.9)                            | 37.9 (100.2)                           | 37.4 (99.3)                            | 35.3 (95.5)                            | 37.2 (99.0)                            |
| Trung bình ngày °C (°F)                | 24.8 (76.6)                            | 26.5 (79.7)                            | 29.5 (85.1)                            | 31.8 (89.2)                            | 33.1 (91.6)                            | 31.4 (88.5)                            | 28.6 (83.5)                            | 27.9 (82.2)                            | 28.8 (83.8)                            | 29.9 (85.8)                            | 28.3 (82.9)                            | 26.0 (78.8)                            | 28.9 (84.0)                            |
| Tối thiểu trung bình ngày °C (°F)      | 15.1 (59.2)                            | 16.5 (61.7)                            | 19.7 (67.5)                            | 22.1 (71.8)                            | 25.1 (77.2)                            | 24.1 (75.4)                            | 22.3 (72.1)                            | 21.9 (71.4)                            | 22.1 (71.8)                            | 22.0 (71.6)                            | 19.3 (66.7)                            | 16.7 (62.1)                            | 20.6 (69.1)                            |
| Thấp kỉ lục °C (°F)                    | 8.3 (46.9)                             | 8.2 (46.8)                             | 9.0 (48.2)                             | 12.6 (54.7)                            | 17.0 (62.6)                            | 17.7 (63.9)                            | 18.3 (64.9)                            | 13.7 (56.7)                            | 17.5 (63.5)                            | 14.4 (57.9)                            | 10.8 (51.4)                            | 7.8 (46.0)                             | 7.8 (46.0)                             |
| Lượng mưa trung bình mm (inches)       | 0.5 (0.02)                             | 0.0 (0.0)                              | 0.9 (0.04)                             | 3.2 (0.13)                             | 18.8 (0.74)                            | 70.8 (2.79)                            | 166.2 (6.54)                           | 148.1 (5.83)                           | 70.1 (2.76)                            | 21.9 (0.86)                            | 1.4 (0.06)                             | 0.0 (0.0)                              | 501.9 (19.77)                          |
| Số ngày mưa trung bình (≥ 0.1 mm)      | 0.0                                    | 0.0                                    | 0.1                                    | 0.8                                    | 3.9                                    | 8.0                                    | 11.1                                   | 11.2                                   | 7.1                                    | 2.6                                    | 0.3                                    | 0.0                                    | 45.1                                   |
| Độ ẩm tương đối trung bình (%)         | 35                                     | 29                                     | 24                                     | 22                                     | 29                                     | 40                                     | 56                                     | 61                                     | 55                                     | 41                                     | 33                                     | 34                                     | 38.2                                   |
| Số giờ nắng trung bình tháng           | 313.1                                  | 282.8                                  | 303.8                                  | 315.0                                  | 300.7                                  | 285.0                                  | 251.1                                  | 238.7                                  | 267.0                                  | 291.4                                  | 306.0                                  | 310.0                                  | 3.464,6                                |
| Phần trăm nắng có thể                  | 89                                     | 87                                     | 81                                     | 83                                     | 75                                     | 69                                     | 62                                     | 61                                     | 73                                     | 80                                     | 83                                     | 89                                     | 78                                     |
| Nguồn: NOAA                            |                                        |                                        |                                        |                                        |                                        |                                        |                                        |                                        |                                        |                                        |                                        |                                        |                                        |